# Пайарыкский район
Пайарыкский район (тума́н; узб. Payariq tumani / Пайариқ тумани) — район в Самаркандской области Узбекистана. Административный центр — город Пайарык.

## История
Пайарыкский район был образован в 1920-е годы. В 1938 году включён в состав Самаркандской области. 2 марта 1959 года к Пайарыкскому району был присоединён Наримановский район. В 2001 году в состав Пайарыкского района вошла территория упразднённого Челекского района.

## География
По территории района протекает сай Алямды.

## Административно- территориальное деление
По состоянию на 1 января 2011 года в состав района входят:
- 2 города:

1. Пайарык,
2. Челек.

- 9 городских посёлков:

1. Аккурган,
2. Гужумсой,
3. Дустларабад,
4. Дустлик,
5. Карасув,
6. Куксарой,
7. Томойрот,
8. Туполос,
9. Хужа Исмоил.

- 11 сельских сходов граждан:

1. Айтамгали,
2. Аккурган,
3. Бирлашган,
4. Гулистан,
5. Карасув,
6. Кокдала,
7. Культусин,
8. Саноат,
9. Уртасайдов,
10. Чапарашли,
11. Чаштепа.